# ألكسندر ألفونس
ألكسندر ألفونس (بالفرنسية: Alexandre Alphonse) (مواليد 17 يونيو 1982) هو لاعب غوادلوبي من مواليد بلدية سان لوي لا فوريه بباريس ، يجيد اللعب في مركز الهجوم ، ويلعب حاليًا لنادي سيرفيت السويسري.

## روابط خارجية
- ألكسندر ألفونس على موقع قاعدة بيانات كرة القدم.إي يو (الإنجليزية)
- ألكسندر ألفونس على موقع ليكيب (الفرنسية)
- ألكسندر ألفونس على موقع ناشيونال فوتبول تيمز (الإنجليزية)
- ألكسندر ألفونس على موقع Soccerway.com (الإنجليزية)